# 芹叶牻牛儿苗
芹叶牻牛儿苗（学名：Erodium cicutarium）为牻牛儿苗科牻牛儿苗属下的一个种。